# Megachile apicata
Megachile apicata är en biart som beskrevs av Smith 1853. Megachile apicata ingår i släktet tapetserarbin, och familjen buksamlarbin. Inga underarter finns listade i Catalogue of Life.